# Scott Sinclair
Scott Andrew Sinclair (Bath, Somerset, 1989. március 25.) angol labdarúgó, a Preston North End játékosa.

## Pályafutása
Sinclair a Bristol Rovers neveltje 9 éves kora óta. A felnőtt csapatban 15 évesen debütált a Leyton Orient ellen Junior Agogo cseréjeként.
A Chelsea 2005 júliusában igazolta le a játékost. Először 2007. január 6-án hívták be a csapatba a Macclesfield Town elleni FA Kupa mérkőzésre, de nem játszott. Első mérkőzésére négy nappal később került sor a Ligakupában a Wycombe Wanderers ellen. A Chelsea-ben 2007. május 6-án Shaun Wright-Phillips cseréjeként debütált az Arsenal ellen.
2020. január 8-án aláírt a Preston North End csapatához.

### Nemzetközi karrier
Az Angol U19-es labdarúgó válogatott meccseire be lett válogatva 2007 októberéig. Sinclair-t Andy Carroll-al és Ryan Bertrand-dal együtt hazaküldték, miután megszegték a csapat kijárási tilalmát.
Játszott a Chelseaben a Manchester United elleni kupadöntőben amelyet csapata 1-1-es döntetlen után a 11-es párbajban veszítette el a kupát.

## Külső hivatkozások
- Scott Sinclair pályafutásának statisztikái a Soccerbase oldalon (angolul)